# Differenze sessuali nella cognizione
Le differenze sessuali nella cognizione sono ampiamente studiate nell'attuale letteratura scientifica. Le differenze biologiche e genetiche in combinazione con l'ambiente e la cultura hanno portato alle differenze cognitive tra maschi e femmine. Tra i fattori biologici, ormoni come il testosterone e gli estrogeni possono svolgere un ruolo nel mediare queste differenze. Tra le differenze di diverse abilità mentali e cognitive, le più grandi o le più conosciute sono quelle relative alle abilità spaziali, alla cognizione sociale e alle abilità verbali.

## Abilità cognitive
Le abilità cognitive sono abilità mentali che una persona usa nella vita di tutti i giorni, così come alla richiesta di svolgere un determinato compito. Le più basilari di queste abilità sono la memoria, le funzioni esecutive, la velocità di elaborazione e la percezione, che si combinano per formare un'ampia serie di abilità relative a diverse informazioni sociali, affettive, verbali e spaziali. La memoria, che è uno dei nuclei primari delle capacità cognitive, può essere suddivisa in memoria a breve termine, memoria di lavoro e memoria a lungo termine. Ci sono anche altre capacità relative alle informazioni percettive come la rotazione mentale, la capacità di visualizzazione spaziale, la fluidità verbale e la comprensione del testo. Tra le abilità cognitive vengono a volte incluse anche la cognizione sociale, l'empatia, la percezione spaziale e le abilità verbali.

## Differenze di sesso nella memoria

### Memoria a breve termine
Vari ricercatori hanno condotto studi per determinare le differenze tra maschi e femmine e le loro capacità per quanto riguarda la loro memoria a breve termine. Ad esempio, uno studio condotto da Lowe, Mayfield e Reynolds (2003) ha esaminato le differenze di sesso tra bambini e adolescenti su varie misure di memoria a breve termine. Questo studio ha incluso 1.279 bambini e adolescenti, 637 maschi e 642 femmine, di età compresa tra 5 e 19 anni. Hanno scoperto che le femmine hanno ottenuto punteggi più alti in due subtest verbali: Memoria Selettiva delle Parole e Memoria degli Oggetti, e i maschi hanno ottenuto punteggi più alti nei subtest Memoria dei Luoghi e Memoria Visiva Astratta, i compiti chiave della memoria spaziale. In due diversi studi i ricercatori hanno scoperto che le donne ottengono risultati migliori nei compiti verbali e gli uomini ottengono risultati migliori nei compiti spaziali (Voyer, Voyer e Saint-Aubin, 2016). Questi risultati sono coerenti con gli studi sull'intelligenza per quanto riguarda il modello, le femmine ottengono risultati migliori in determinati compiti verbali e i maschi ottengono risultati migliori in determinati compiti spaziali (Voyer, Voyer e Saint-Aubin, 2016). Gli stessi risultati sono stati riscontrati anche in diverse culture. Le differenze di sesso nella memoria verbale a breve termine sono state riscontrate indipendentemente dall'età anche tra gli adulti, ad esempio una revisione pubblicata sulla rivista Neuropsychologia che ha valutato gli studi dal 1990 al 2013 ha rilevato nelle femmine tra gli 11 e gli 89 anni una maggiore memoria verbale.

### Memoria di lavoro
Di solito non ci sono differenze di sesso nella memoria di lavoro complessiva ad eccezione di quelle che coinvolgono informazioni spaziali come spazio e oggetto. Uno studio del 2004 pubblicato sulla rivista di Applied Cognitive Psychology ha rilevato prestazioni maschili significativamente più elevate su quattro memorie di lavoro visuo-spaziali. Un altro studio del 2010 pubblicato sulla rivista Brain and Cognition ha trovato un vantaggio maschile nella memoria di lavoro spaziale e degli oggetti su un test n-back ma non per la memoria di lavoro verbale. Allo stesso modo, un altro studio pubblicato sulla rivista Human Brain Mapping non ha rilevato differenze di sesso in un compito verbale di memoria di lavoro n-back tra adulti di età compresa tra 18 e 58 anni. Non sono state inoltre rilevate differenze di sesso nella memoria di lavoro verbale in uno studio condotto su studenti universitari pubblicato sul Journal of Dental and Medical Sciences . Tuttavia, hanno comunque trovato una maggiore memoria di lavoro spaziale maschile negli studi pubblicati nelle riviste Brain Cognition and Intelligence. Inoltre, anche se non hanno trovato differenze di sesso nella memoria di lavoro verbale, i ricercatori hanno trovato una minore attività cerebrale o termodinamiche nella corteccia prefrontale delle donne, il che suggerisce una maggiore efficienza neurale e meno sforzo per la stessa prestazione. I ricercatori indicano che le donne potrebbero avere una maggiore memoria di lavoro su compiti che si basano solo sulla corteccia prefrontale. Tuttavia, in un altro studio sulla memoria di lavoro, in cui l'obiettivo era rilevare le differenze di sesso con carichi elevati di memoria di lavoro, i maschi hanno superato le femmine con carichi elevati di memoria di lavoro. Gli autori dello studio affermano: "I risultati hanno indicato effetti relativi al sesso a carichi elevati tra le attività e all'interno di ciascuna attività, in modo tale che i maschi avessero una maggiore precisione, anche tra i gruppi che hanno riscontrato prestazioni simili a carichi inferiori". Anche uno studio e revisione del 2006 sulla memoria di lavoro pubblicato sulla rivista European Journal of Cognitive Psychology non ha rilevato differenze di sesso nei processi di memoria di lavoro, tranne che in un compito a doppia campata in cui le femmine hanno superato i maschi. Inoltre, non sono state riscontrate differenze di sesso in un popolare compito di memoria di lavoro noto come n-back in un gran numero di studi.

### Memoria a lungo termine
Gli studi hanno riscontrato una maggiore capacità femminile nella memoria episodica che coinvolge compiti verbali o sia verbali che visuo-spaziali, mentre una maggiore capacità maschile che coinvolge solo la memoria episodica visuo-spaziale complessa. Ad esempio, uno studio pubblicato sulla rivista Neuropsychology ha rilevato che le donne svolgono a un livello superiore la maggior parte dei compiti e dei compiti episodici verbali che coinvolgono poca memoria episodica visuo-spaziale. Un altro studio pubblicato l'anno successivo ha rilevato che le donne hanno performance migliori nella memoria episodica verbale e non verbale (visiva non spaziale), ma gli uomini hanno performance migliori nella memoria episodica visuo-spaziale complessa. Una revisione pubblicata sulla rivista Current Directions in Psychological Science dalla ricercatrice Agneta Herlitz conclude anche che le donne abbiano performance migliori nei compiti di memoria episodica che richiedono sia la memoria episodica verbale che visuospaziale e nei compiti di riconoscimento facciale, mentre gli uomini hanno abilità più elevate per la memoria episodica, dove sono richieste abilità visuo-spaziali ad alta complessità.
Sono state riscontrate anche differenze di sesso nella memoria semantica con migliori performance femminili che può essere spiegata da un vantaggio femminile nella fluidità verbale. Un altro studio ha anche rilevato un maggiore free-recall femminile e long term retrival tra i 5 ei 17 anni.
In un altro studio, usando diversi test per la memoria episodica, non c'erano differenze tra uomini e donne. Un risultato simile è stato riscontrato anche tra i bambini dai 3 ai 6 anni. Per quanto riguarda la memoria semantica relativa alla conoscenza generale e alla conoscenza dei fatti del mondo, cioè, nella maggior parte delle aree della cognizione, gli uomini mostrano risultati più elevati sulla memoria semantica.

## Differenze di sesso nelle funzioni esecutive
Non c'è abbastanza letteratura o studi che valutino la differenza di sesso nel funzionamento esecutivo, soprattutto perché le funzioni esecutive non sono un concetto unitario. Tuttavia, in quelli che sono stati fatti, sono state riscontrate differenze nell'attenzione e nell'inibizione.

### Attenzione
Uno studio del 2002 pubblicato sul Journal of Vision ha rilevato che i maschi erano più veloci nello spostare l'attenzione da un oggetto all'altro e nello spostare l'attenzione all'interno degli oggetti. Gli studi del 2012-2014 pubblicati sul Journal of Neuropsychology con una dimensione del campione compresa tra 3500 e 9138 partecipanti dal ricercatore Ruben C. Gur hanno rilevato una maggiore accuratezza dell'attenzione femminile in una batteria neurocognitiva che valuta individui di età compresa tra 8 e 21 anni. Uno studio del 2013 pubblicato sul Chinese Medical Journal non ha rilevato differenze di sesso nelle reti esecutive e di attivazione dell'attenzione, ma un più rapido orientamento dell'attenzione tra le donne. Uno studio del 2010 pubblicato su Neuropsychologia ha anche riscontrato una maggiore reattività femminile nell'attenzione all'elaborazione di tutti gli stimoli sensoriali.

### Inibizione e autoregolazione
Uno studio del 2008 pubblicato sulla rivista Psychophysiology ha rilevato tempi di reazione più brevi agli stimoli devianti nelle donne. Lo studio ha anche analizzato la letteratura passata e ha riscontrato prestazioni femminili più elevate nel trattenere comportamenti sociali come risposte aggressive ed eccitazione sessuale impropria. Inoltre, hanno trovato prove che le donne erano più brave a resistere alle tentazioni nei compiti, ritardando la gratificazione e controllando le espressioni emotive. Hanno anche riscontrato un minore sforzo femminile nell'inibizione della risposta a parità di prestazioni per gli stessi compiti, il che implica un vantaggio per le donne nell'inibizione della risposta basato sull'efficienza neurale. In un altro studio pubblicato nel 2011 sulla rivista Brain and Cognition, è emerso che le femmine hanno superato i maschi nel Sustained Attention to Response Task, un test che misura il controllo inibitorio. I ricercatori hanno ipotizzato che qualsiasi vantaggio femminile nell'inibizione o nell'autoregolazione possa essersi evoluto come risposta a maggiori responsabilità genitoriali in contesti ancestrali.

## Differenze di sesso nella velocità di elaborazione
Le differenze di sesso nella velocità di elaborazione sono state ampiamente descritte in letteratura. Gli studi pubblicati sulla rivista Intelligence hanno riscontrato una maggiore velocità di elaborazione nelle donne. Ad esempio, uno studio del 2006 pubblicato su Intelligence dal ricercatore Stephen Camarata e Richard Woodcock ha rilevato una maggiore velocità di elaborazione nelle donne di tutte le età in un campione di 4.213 partecipanti. Questo è stato seguito da un altro studio pubblicato nel 2008 dai ricercatori Timothy Z Keith e Matthew R. Reynolds che hanno trovato una maggiore velocità di elaborazione nelle donne dai 6 agli 89 anni. Il campione contava un numero di 8.818 partecipanti. Anche altri studi di Keith hanno riscontrato una maggiore velocità di elaborazione nelle donne dai 5 ai 17 anni. In uno studio recente, gruppi di uomini e donne sono stati testati utilizzando i test WAIS-IV e WAIS-R. Secondo i risultati della ricerca, non ci sono state differenze nella velocità di elaborazione tra uomini e donne.

## Differenze di sesso nella percezione semantica
Gli studi sulle differenze di sesso nella percezione semantica (attribuzione di significato) delle parole hanno riportato che i maschi concettualizzano gli elementi in termini di attributi fisici o osservabili mentre le femmine usano concetti più valutativi. Un altro studio su giovani adulti di tre culture diverse ha mostrato significative differenze di sesso nella percezione semantica (attribuzione di significato) delle parole più comuni e astratte. Contrariamente alle credenze comuni, le donne hanno ottenuto punteggi più bassi nei concetti che descrivono oggetti sensazionali, attrattori sociali e fisici, ma punteggi più alti nelle parole legate al lavoro e alla realtà, rispetto agli uomini. Ciò suggerisce che gli uomini preferiscono concetti legati all'esperienza estrema e le donne preferiscono concetti legati a routine prevedibili e controllabili. Alla luce dei tassi più elevati di ricerca di sensazioni e devianza nei maschi, rispetto alle femmine, queste differenze sessuali nell'attribuzione del significato sono state interpretate come supporto per la teoria evolutiva del sesso.

## Differenze sessuali nelle abilità spaziali

Puzzle del cubo di Rubik che coinvolge la rotazione mentale

Le differenze di sesso nelle abilità spaziali sono ampiamente descritte in letteratura. I maschi hanno prestazioni molto più elevate in tre compiti spaziali principali che includono la visualizzazione spaziale, la percezione spaziale e la rotazione mentale. La visualizzazione spaziale mostra la differenza più piccola con una deviazione di 0,13, la percezione una deviazione di 0,44 e la rotazione mentale la più grande con una deviazione di 0,73. Un'altra meta-analisi del 2013 pubblicata sulla rivista Educational Review ha rilevato una maggiore rotazione mentale maschile con una deviazione di 0,57 che è cresciuta con l'aggiunta di limiti di tempo. Questi vantaggi maschili si manifestano in compiti di matematica e meccanica, ad esempio prestazioni maschili significativamente più elevate nei test di geometria, misurazione, probabilità, statistica e soprattutto ragionamento meccanico. Inoltre manifesta e media in gran parte prestazioni maschili più elevate nella fluidità aritmetica e computazionale. Tutti questi campi matematici e tecnici coinvolgono abilità spaziali come la rotazione e la manipolazione dello spazio immaginario, dei simboli e degli oggetti. La rotazione mentale è stata anche collegata a un maggiore successo nei campi dell'ingegneria, della fisica e della chimica indipendentemente dal sesso. La visualizzazione spaziale, d'altra parte, è correlata anche a risultati matematici più elevati in un intervallo compreso tra 0,30 e 0,60. Inoltre, il vantaggio maschile nelle capacità spaziali può essere spiegato dalla loro maggiore capacità nella memoria di lavoro spaziale. Le differenze di sesso nella rotazione mentale raggiungono anche quasi una singola deviazione (1.0) quando le attività richiedono la navigazione, come riscontrato in uno studio con partecipanti che hanno utilizzato Oculus Rift in un ambiente virtuale.
Anche se la maggior parte delle abilità spaziali sono più elevate negli uomini, la memoria della posizione degli oggetti o la capacità di memorizzare segnali spaziali che coinvolgono relazioni di categoria sono più elevate nelle donne. Ma dipende dal tipo di stimolo (oggetto) e dal compito. In alcune condizioni la produttività degli uomini è maggiore (ad esempio quando si utilizzano oggetti “maschili”), in altre condizioni la produttività delle donne può essere maggiore o non ci sono differenze tra i sessi. È stata riscontrata anche una maggiore capacità femminile nel riconoscimento visivo di oggetti e forme.

## Differenze sessuali nelle abilità verbali
Come l'abilità spaziale, le differenze di sesso nelle abilità verbali sono state ampiamente stabilite in letteratura. Le femmine hanno prestazione nettamente superiori su una serie di compiti verbali, in particolare prestazioni più elevate nella produzione del parlato che raggiunge una deviazione di 0,33 e anche una prestazione più elevata nella scrittura. Gli studi hanno anche riscontrato una maggiore prestazione femminile nell'elaborazione fonologica, nell'identificazione di sequenze alfabetiche e nei compiti di fluidità nel parlato. Gli studi hanno anche scoperto che le femmine superano i maschi nell'apprendimento verbale, specialmente in test come Rey Auditory Verbal Learning Test e Verbal Paired Associates. È stato anche scoperto che l'ormone estrogeno aumenta la capacità di produzione del linguaggio e l'elaborazione fonologica nelle donne, il che potrebbe essere legato ai loro vantaggi in queste aree. Sono state riscontrate prestazioni femminili complessivamente migliori anche nella fluidità verbale che include un banale vantaggio nella comprensione del testo mentre prestazioni significativamente più elevate nella produzione di discorsi e nella scrittura di saggi. Ciò si manifesta in punteggi PISA internazionali femminili più alti in lettura e punteggi femminili più alti di Grade 12 in lettura, scrittura e capacità di studio nazionali. I ricercatori Joseph M. Andreano e Larry Cahill hanno anche scoperto che il vantaggio verbale femminile si estende a numerosi compiti, inclusi test di abilità spaziali e autobiografiche.
In una meta-analisi abbastanza ampia che ha analizzato 165 studi diversi, è stata trovata una differenza molto piccola di 0,11 deviazioni standard. Gli autori di questo studio postulano: "La differenza è così piccola che sosteniamo che le differenze di genere nell'abilità verbale non esistono più".

## Differenze di sesso nella cognizione sociale
La letteratura attuale suggerisce che le donne hanno un livello più elevato di cognizione sociale. Una recensione del 2012 pubblicata sulla rivista Neuropsychologia ha rilevato che le donne sono più brave a riconoscere le espressioni facciali, l'elaborazione delle espressioni e le emozioni in generale. Gli uomini erano solo più bravi a riconoscere comportamenti specifici che includono rabbia, aggressività e segnali minacciosi. Uno studio del 2012 pubblicato sulla rivista Neuropsychology con un campione di 3.500 individui di età compresa tra 8 e 21 anni, ha rilevato che le femmine hanno superato i maschi nella memoria facciale e in tutti i test di cognizione sociale. Nel 2014, un altro studio pubblicato sulla rivista Cerebral Cortex ha scoperto che le donne avevano una maggiore attività nella corteccia temporale destra, un nucleo essenziale del cervello sociale connesso alla percezione e alla comprensione del comportamento sociale degli altri come intenzioni, emozioni e aspettative. Nel 2014, una meta-analisi del campione di studio 215 del ricercatore AE Johnson e D Voyeur sulla rivista Cognition and Emotion ha rilevato un vantaggio femminile complessivo nel riconoscimento emotivo. Altri studi hanno anche indicato una maggiore superiorità femminile nel discriminare l'espressione vocale e facciale indipendentemente dalla valenza, e anche la capacità di elaborare con precisione il discorso emotivo. Gli studi hanno anche scoperto che i maschi sono più lenti nel dare giudizi sociali rispetto alle femmine. Studi strutturali con neuroimaging MRI hanno anche dimostrato che le donne hanno volumi regionali di materia grigia più grandi in un certo numero di regioni correlate all'elaborazione delle informazioni sociali, tra cui la corteccia frontale inferiore e un ripiegamento corticale più grande nella corteccia frontale inferiore e nella corteccia parietale. I ricercatori suppongono che queste differenze di sesso nella cognizione sociale predispongono i maschi ad alti tassi di distrurbo dello spettro autistico, che è caratterizzato da una minore cognizione sociale.
Un recente studio che mirava a identificare le differenze di genere nella cognizione sociale non ha mostrato differenze significative, con poche eccezioni. Gli autori dello studio affermano: "La presenza di differenze di sesso nella cognizione sociale è controversa". I risultati non hanno mostrato differenze significative tra i sessi nella ToM affettiva e cognitiva, nel riconoscimento delle espressioni facciali emotive o nella capacità di identificare e regolare le proprie emozioni.

### Empatia
L'empatia è una parte importante della cognizione sociale e favorisce le sue componenti cognitive note come teoria della mente. La letteratura attuale suggerisce un più alto livello di empatia nelle donne rispetto agli uomini.
Un'analisi del 2014 della rivista Neuroscience &amp; Biobehavioral Reviews ha riportato che ci sono prove che "le differenze di sesso nell'empatia hanno radici filogenetiche e ontogenetiche nella biologia e non sono semplicemente sottoprodotti culturali guidati dalla socializzazione". Altre ricerche non hanno riscontrato differenze nell'empatia tra donne e uomini e suggeriscono che le differenze di genere percepite sono il risultato di differenze motivazionali.